# Wacław Kisielewski

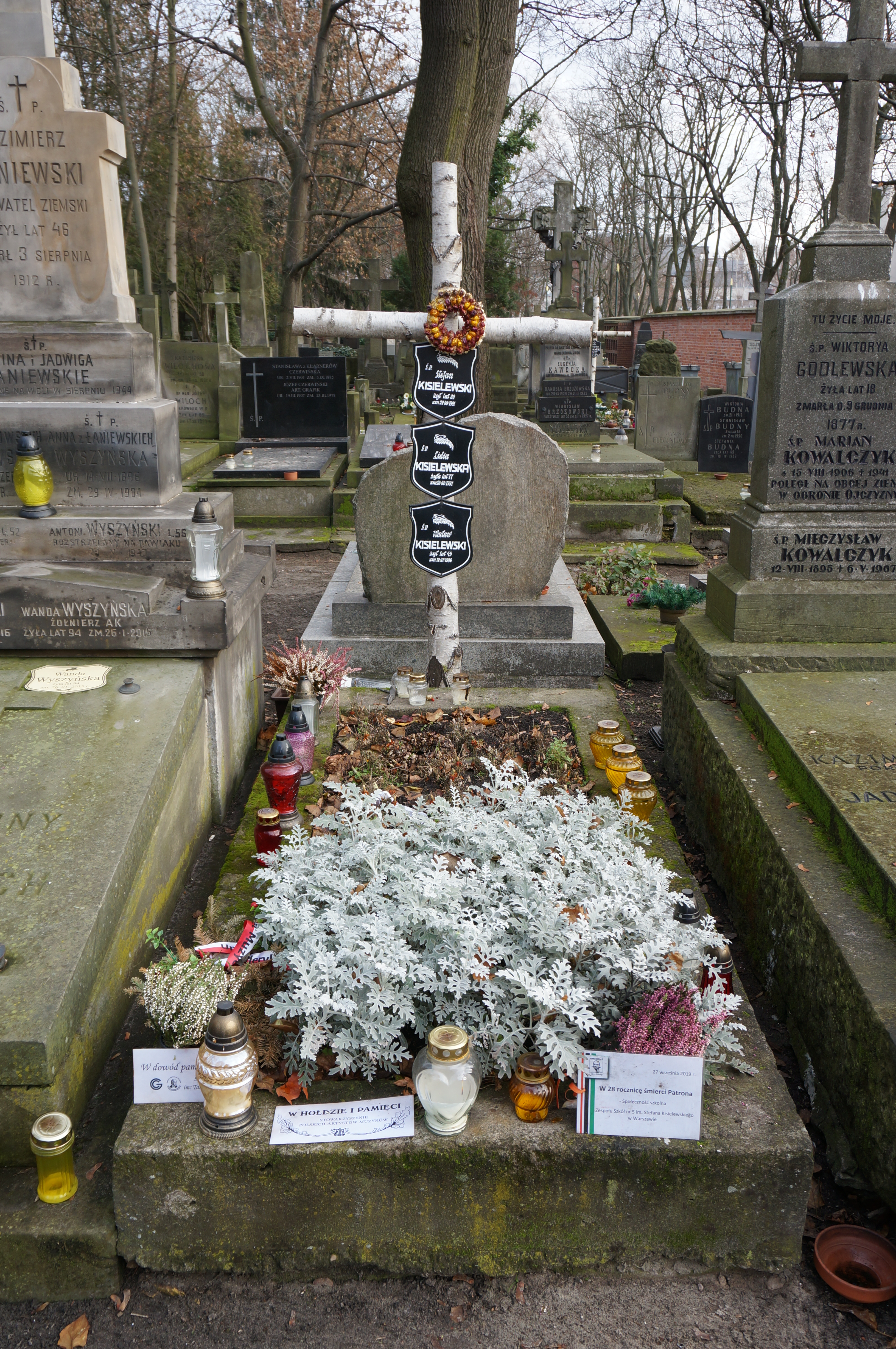
Grób Wacława Kisielewskiego na cmentarzu Powązkowskim

Wacław Kisielewski (ur. 12 lutego 1943 w Warszawie, zm. 12 lipca 1986 w Wyszkowie) – polski pianista i kompozytor. Współtwórca duetu fortepianowego Marek i Wacek.

## Życiorys
Syn Lidii i Stefana Kisielewskich, brat Krystyny i Jerzego.
Współtworzył z Markiem Tomaszewskim duet fortepianowy Marek i Wacek. Poznali się mając 18 lat, razem studiowali w Państwowej Wyższej Szkole Muzycznej w Warszawie. Opracowali adaptacje licznych tematów rozrywkowych i utworów muzyki poważnej.
W 1966 zagrał główną rolę w filmie Tandem Stanisława Kokesza. W 1967 ukończył warszawską Wyższą Szkołę Muzyczną w klasie prof. Zbigniewa Drzewieckiego. Jest autorem słynnego utworu instrumentalnego Melodia dla Zuzi, który zadedykował swojej córce, Zuzannie.

## Okoliczności śmierci i pogrzeb
Jak pisze Lucjan Kydryński w swojej książce Marek i Wacek – historia prawdziwa, w środę 9 lipca 1986 Kisielewski z partnerką Magdą i zaprzyjaźnionym kierowcą Stefanem został zaproszony przez znajomego, Grzegorza Gąskiewicza, do daczy pod Wyszkowem. Po obiedzie z alkoholem Gąskiewicz namówił Kisielewskiego na samochodową wycieczkę nad pobliską rzekę. Po odpoczynku nad rzeką skłonił pianistę, by ten zasiadł za kierownicą jego saaba i kierował się w kierunku daczy. Kisielewski spełnił prośbę znajomego, jednak jechał „zbyt powoli i ostrożnie”, przez co gospodarz zdecydował, że ostatni fragment drogi pokona osobiście. Chcąc zaimponować możliwościami nowego samochodu, ruszył na tyle ostro, że saab przewrócił się na zakręcie przy prędkości ok. 120 km/h i koziołkował. Kisielewski wypadł przez przednią szybę auta i stracił przytomność. Pomimo szybkiego przyjazdu wezwanej przez jednego z okolicznych mieszkańców karetki pogotowia ratunkowego, stan artysty był na tyle ciężki, że nie była możliwa dłuższa podróż, jak tylko do szpitala w Wyszkowie. Nie doszedł także do skutku planowany na następny dzień transport chorego helikopterem do najlepszej kliniki w RFN. Przeprowadzona w czwartek 10 lipca trepanacja czaszki uświadomiła lekarzom, że stan Kisielewskiego jest beznadziejny. Doznał on złamania podstawy czaszki, stłuczenia pnia mózgu i innych obrażeń. Muzyk nie odzyskał przytomności i zmarł w sobotę 12 lipca, o godz. 10.20.
Wiadomość o śmierci Kisielewskiego podała polska prasa, telewizja i radio, także niemal wszystkie media w RFN, Austrii i Szwajcarii. Na pogrzeb  artysty przyjechali przedstawiciele koncernów EMI i Yamaha. Pogrzeb odbył się 17 lipca. O godz. 13.30 tłum zgromadził się na mszy w kościele Św. Krzyża w Piasecznie. Trumnę z ciałem Kisielewskiego następnie przeniesiono na cmentarz Powązkowski w Warszawie (kwatera 172-6-23). Idącym za trumną towarzyszyły dźwięki Allegretta z VII Symfonii Beethovena, a nad grobem odtworzono stworzony przez Marka Tomaszewskiego utwór „Rytm czasu”. Krótką mowę pożegnalną wygłosił przyjaciel duetu Marek i Wacek – Lucjan Kydryński, a po jego ostatnich słowach Tomasz Stańko zagrał na trąbce improwizację. W pogrzebie, poza członkami rodziny Kisielewskiego, uczestniczyli przedstawiciele świata artystycznego, przyjaciele, znajomi i słuchacze.
Sprawca wypadku nie odniósł poważnych obrażeń i uciekł po wypadku, jednak w niedzielę 13 lipca zgłosił się na milicję i został zatrzymany. Po przyjęciu dewizowej kaucji został zwolniony z aresztu, po czym wyjechał do Francji.